# Chorni
Chorni (nep. चरानी) – gaun wikas samiti w środkowej części Nepalu w strefie Narajani w dystrykcie Parsa. Według nepalskiego spisu powszechnego z 2001 roku liczył on 1248 gospodarstw domowych i 7999 mieszkańców (3837 kobiet i 4162 mężczyzn).